# 북엔드

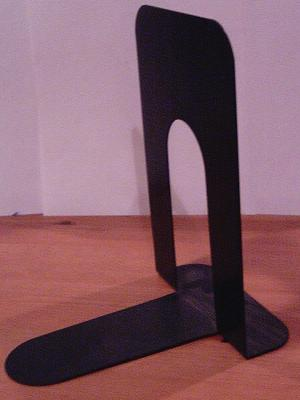
검은색 금속 북엔드

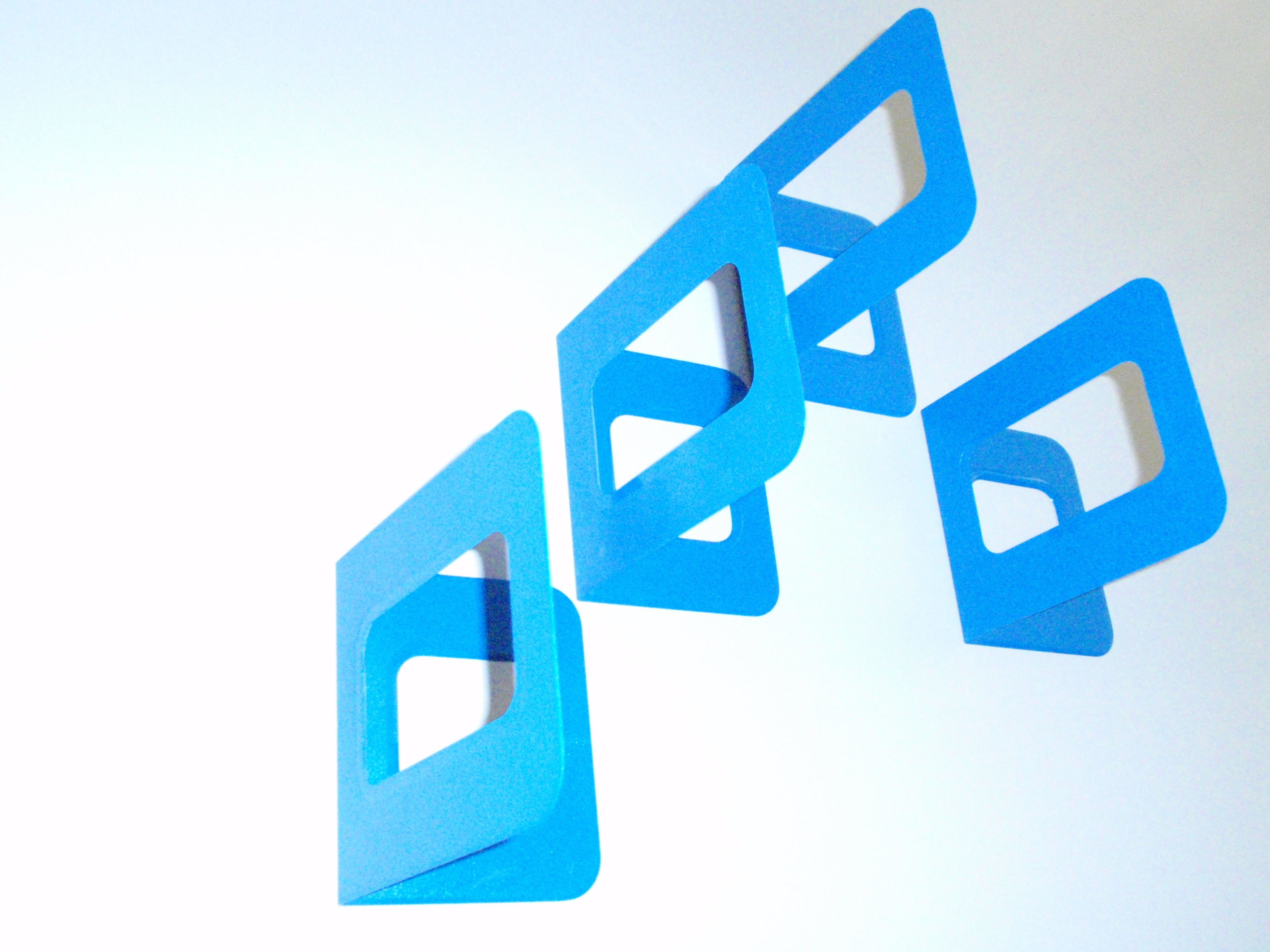
파란색 플라스틱 북엔드

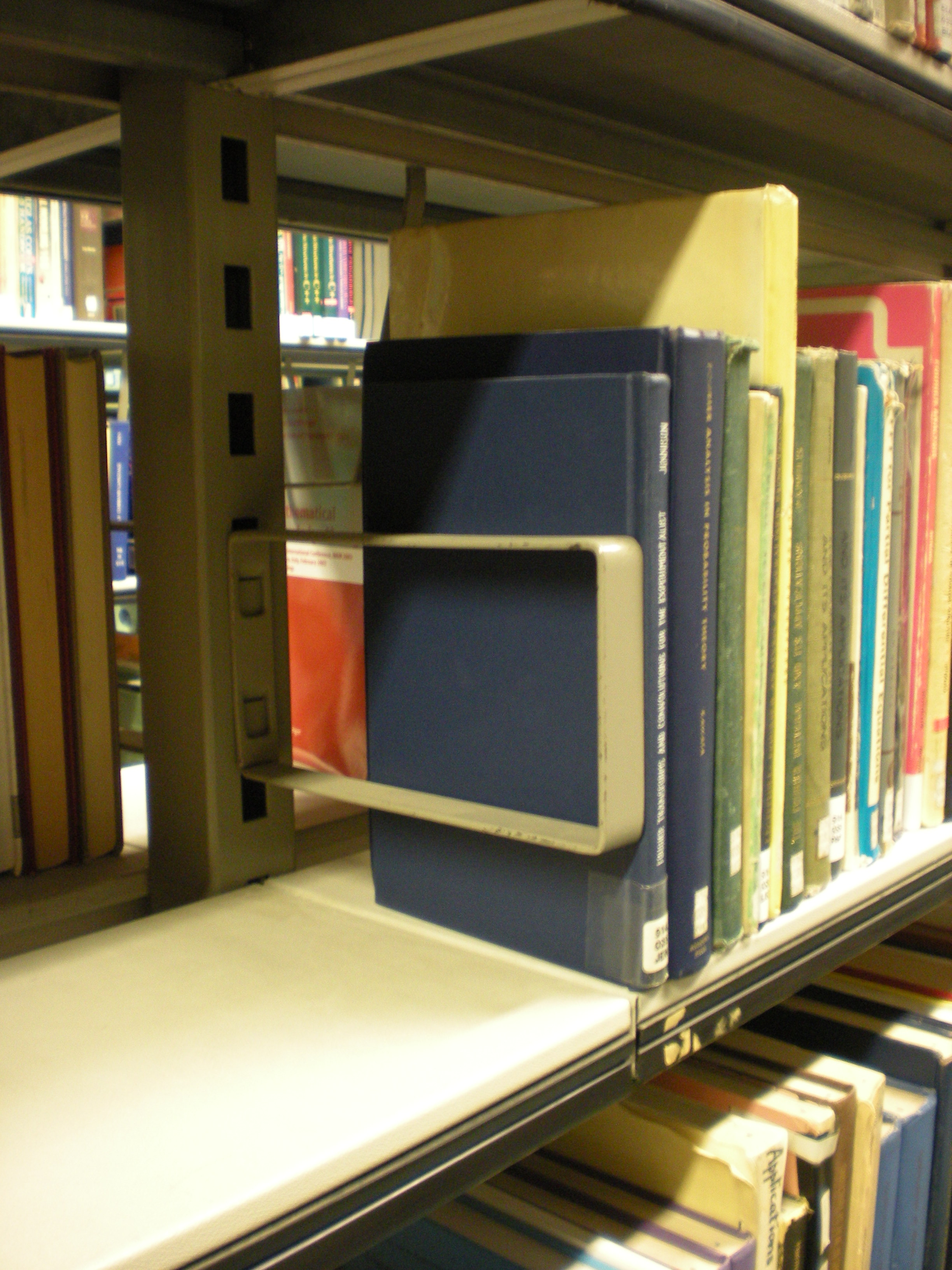
책선반의 책들이 넘어지지 않도록 지지하고 있는 북엔드

북엔드(bookend) 혹은 책버팀은 일렬로 세워 놓은 책들이 넘어지지 않도록 지지하거나 받쳐 주는 버트레스 역할을 하도록 설계된 물건이다.

## 개요
북엔드는 책을 책상 위에 한 줄로 세워 놓거나, 반만 채워진 책선반의 책들이 넘어지는 것을 방지하기 위해 책의 양쪽 끝에 세워 두는 물건이다. 북엔드는 얇은 금속이나 플라스틱으로 만들어진 L자형 또는 역T자형(⊥의 형태)의 형태가 일반적이며, 보통 두 개가 한 벌로 사용된다. 북엔드가 책의 무게를 버틸 수 있는 것은 가장자리에 있는 책들의 무게가 북엔드의 바닥면을 누르기 때문이다. 북엔드는 도서관은 물론이고 일반 가정에서도 널리 사용되며, 장식용으로 사용되기도 한다. 장식용은 청동, 대리석, 목재, 정동 등으로 만들어진 것도 있다. 묵직한 다른 물건으로 책들을 지지할 경우에도 북엔드라고 한다. 가장 일반적인 단순한 형태의 판금형 북엔드는 윌리엄 스테빈스 바너드가 1877년 최초로 특허 등록하였다.
우리나라에서는 이런 물건에 대한 우리말 이름이 없었기에 영어를 가져와 '북엔드'라고 불러 왔으나, 근자에 '책버팀'이라는 멋진 번역어를 쓰는 이들도 있다.

## 같이 보기
- 북 테라스